# Olympia (Paris)

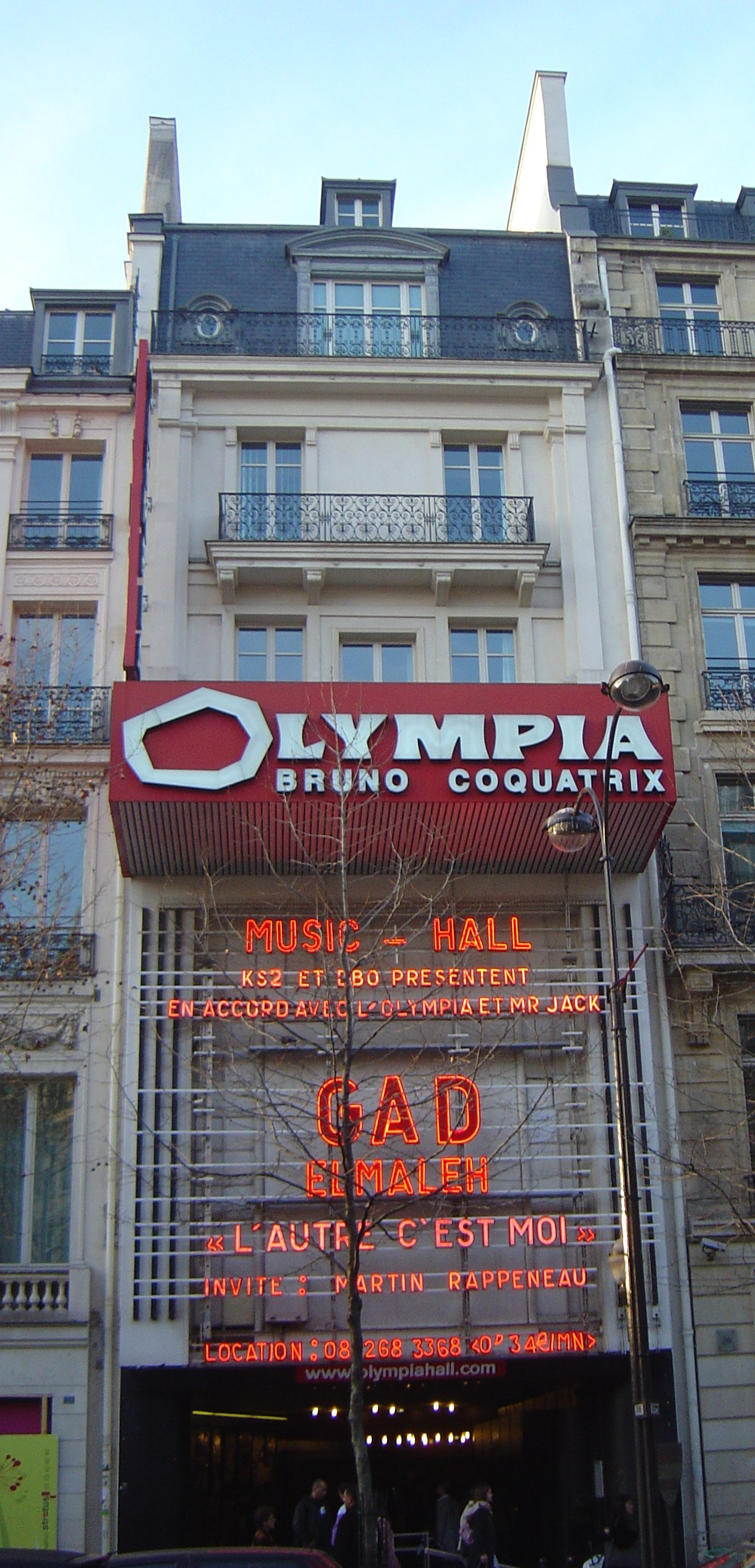
Olympia din París

Olympia este o sală de spectacole situată la numărul 28, de pe Boulevard des Capucines, în arondismentul 9 din Paris. Este cel mai vechi music-hall din Paris aflat încă în activitate. Este proprietatea grupului Vivendi din 2001.